# Evangelische Hochschule Nürnberg
Die Evangelische Hochschule Nürnberg ist eine staatlich anerkannte Hochschule der Evangelisch-Lutherischen Kirche in Bayern. Sie wurde am 1. Mai 1995 gegründet. Seit dem 15. März 2010 heißt die ehemalige Evangelische Fachhochschule Nürnberg, Evangelische Hochschule für angewandte Wissenschaften – Evangelische Fachhochschule Nürnberg. Lutheran University of Applied Sciences. Oder kurz: Evangelische Hochschule Nürnberg (EVHN). Finanziert wird die Hochschule durch die Evangelische Landeskirche und den Freistaat Bayern.

## Studiengänge
Bachelor-Studiengänge
- Diakonik (B.A.)
- Erziehung, Bildung und Gesundheit im Kindesalter Dual (B.A.)
- Gesundheits- und Pflegemanagement (B.A.) (nur mit abgeschlossener Ausbildung im Pflege-/ Heil-/ Gesundheitsbereich)
- Gesundheits- und Pflegepädagogik (B.A.) (nur mit abgeschlossener Ausbildung im Pflege-/ Heil-/ Gesundheitsbereich)
- Health: Angewandte Pflegewissenschaften (B.Sc.) (berufsbegleitend, nur mit abgeschlossener Ausbildung in der Pflege)
- Heilpädagogik (B.A.)
- Pflege Dual (B.Sc.)
- Religionspädagogik und Kirchliche Bildungsarbeit (B.Ed.)
- Soziale Arbeit (B.A.)
- Sozialwirtschaft (B.A.)

Master-Studiengänge
- Sozialmanagement (M.S.M.)
- Wirtschaftswissenschaften im Sozial- und Gesundheitswesen (M.A.)
- Angewandte Bildungswissenschaften (M.A.)
- Advanced Nursing Practice (M.Sc.)

Mit Stand Juni 2016 waren 1.483 Studierende eingeschrieben.
Seit dem WS 13/14 werden in den Bachelorstudiengängen keine Studienbeiträge, sondern ausschließlich Verwaltungsgebühren und ein Beitrag für das Studentenwerk Erlangen/Nürnberg erhoben. Vom WS 07/08 bis zum WS 09/10 betrugen die Studiengebühren 450 €, danach bis einschließlich Sommersemester 2013 350 €.

## Promotion – Verbundkolleg
Das Promotionskolleg „Bildung als Landschaft. Zum Verhältnis von formalen und non-formalen Bildungsorten sowie formellem und informellem Lernen im Kindes- und Jugendalter“ ist ein gemeinsames Promotionskolleg
- des Instituts für Grundschulforschung der Friedrich-Alexander Universität Erlangen-Nürnberg,
- des Lehrstuhls für Allgemeine Pädagogik der Otto-Friedrich-Universität Bamberg,
- der Fakultät Sozialwissenschaften der Technischen Hochschule Nürnberg Georg Simon Ohm,
- der Evangelischen Hochschule Nürnberg,
- in Kooperation mit der Hans-Böckler-Stiftung.

## Forschungsinstitute

### Institut für innovative Suchtbehandlung und Suchtforschung (ISS)
- Entwicklung und Verbreitung von Programmen zur Konsumreduktion
- Forschungs- und Entwicklungsprojekte zur zieloffenen Suchtarbeit
- Implementierung innovativer Programme in die Praxis

### Institut für Pflegeforschung, Gerontologie und Ethik (IPGE)
- Forschung, Beratung und Entwicklung in pflegerischen und gerontologischen Handlungsfeldern und deren Verknüpfung mit ethischen und anthropologischen Perspektiven

### Institut für Praxisforschung und Evaluation (IPE)
- Praxisforschungs- und Evaluationsprojekte
- Beratungen von Selbstevaluation und Qualitätsentwicklung
- Wissenschaftliche Begleitung von Projekten

### Sozialwissenschaftliches Institut für Forschung und Transfer (SWIFT)
- Forschungs- und Projektpartner für Sozialunternehmen
- Kompetenzzentren zu Pädagogik und Entwicklung in der Kindheit, Sozialwirtschaft und Gesellschaft sowie Organisation, Personal und Management

### Wichern-Institut für diakonische Praxisforschung und Entwicklung
- An-Institut der Rummelsberger Diakonie und der Evangelischen Hochschule Nürnberg
- Forschungs- und Entwicklungsprojekte in der Jugend-, Alten- und Behindertenhilfe der Rummelsberger Diakonie

## Auslandsstudium
Es ist auch möglich, ein Auslandssemester bzw. ein Auslandspraktikum zu absolvieren. Sie hat Kooperationen mit Hochschulen im europäischen und internationalen Ausland.

## Zentrale Einrichtungen

### Bibliothek
Die Bibliothek dient als öffentlich wissenschaftliche Bibliothek dem Studium, der Lehre und der Forschung. Sie steht allen Angehörigen der Hochschule sowie Interessierten aus der Region, die sich beruflich oder privat weiterbilden und informieren möchten, zur Verfügung. Der Bestand der Bibliothek umfasst etwa 57.000 Bände, ca. 190 laufende Zeitschriften und Tageszeitungen, 11.000 E-Books sowie 2.000 hochschuleigene Abschlussarbeiten. Das Medienangebot orientiert sich an den Studiengängen der Hochschule.

### IFIT
Das IFIT ist das Institut für Fort- und Weiterbildung, Innovation und Transfer. Es ist eine zentrale, rechtlich unselbständige Einrichtung der Evangelischen Hochschule Nürnberg und unterstützt den kritischen Dialog zwischen aktueller Praxisentwicklung und veränderten wissenschaftlichen Erkenntnissen. Dieses Ziel verwirklicht es durch
- Weiterbildende Studiengänge,
- Fort- und Weiterbildungskurse, Tagungen und Vortragsreihen,
- Fort- und Weiterbildungsprojekte für Einrichtungen und Unternehmen,
- Entwicklung, Herstellung und Verbreitung von Medien und Programmen zur Unterstützung von Lehre und Lernen einschließlich der dafür erforderlichen Erprobungen und Evaluationsverfahren,
- Fort- und Weiterbildungskurse im Rahmen der Mitarbeiterfortbildung und der Personalentwicklung.

Die Angebote des IFIT stehen allen Interessierten offen; ein vorheriges Studium an der Evangelischen Fachhochschule Nürnberg wird nicht vorausgesetzt.

### Career Service
Das Angebot des Career Service richtet sich an alle Studierenden und Alumni und
- unterstützt und berät Studierende in Fragen der beruflichen Orientierung,
- bietet Seminare zum Bewerbungsprozess,
- begleitet Studierende individuell bei Bewerbungen im In- und Ausland,
- informiert über Stellenangebote,
- organisiert das Kompetenzforum akademische Berufemesse,
- fördert die Entwicklung individueller Resilienz-Kompetenz.

### Alumni-Netzwerk der Evangelischen Hochschule Nürnberg e. V.
Der Verein Alumni-Netzwerk der Evangelischen Hochschule Nürnberg e. V. verbindet die Evangelische Hochschule Nürnberg und ihre Absolventen. Er fördert und unterstützt die Verbundenheit ehemaliger Studierender zur Evangelischen Hochschule Nürnberg und ihren Vorläufereinrichtungen und gibt die Möglichkeit, die Kontakte zur Hochschule aufzufrischen und auszubauen und sich untereinander zu vernetzen.

## Sitz
Die Hochschule hat ihren Sitz in der Bärenschanzstraße 4, 90429 Nürnberg.

## Sonstiges
Im Frühjahr 2009 gründeten Studenten des Studiengangs Sozialwirtschaft den Verein für Sozialwirtschaft e. V. Dieser hat sich zum Ziel gesetzt, das Arbeitsfeld Sozialwirtschaft in der Öffentlichkeit zu profilieren, einen Austausch zwischen Studenten und Praktikern herzustellen und ein Netzwerk für die Sozialwirtschaft zu bilden. Zurzeit hat der Verein 80 Mitglieder und veranstaltet in regelmäßigen Abständen Veranstaltungen zu sozialwirtschaftlichen und sozialpolitischen Themen.